# Astrid Cleve
Astrid M. Cleve von Euler (Lidingö, Suecia, 11 de enero de 1875 - Upsala, 8 de abril de 1968) fue una botánica, geóloga y química sueca, investigadora en la Universidad de Upsala. Fue la primera mujer en Suecia en obtener un doctorado en Ciencias.

## Vida
Astrid Cleve había nacido en un mundo académico. Era hija del químico y profesor Per Teodor Cleve y de Alma Öhbom. Recibió su educación en el hogar, y entró en la Universidad de Upsala en 1891 para estudiar Historia natural; obteniendo su doctorado el 27 de mayo de 1898 en la Universidad de Upsala con la tesis : Estudios sobre el tiempo de germinación y los estadios juveniles de algunas plantas de Suecia. Fue la tercera sueca en obtenerlo, y la primera en desciplinas científicos. De 1898 a 1904, se emplea en el Instituto Químico en la Stockholms högskola (más tarde Universidad de Estocolmo), que en esa época era una institución privada y la contrata, en contraste con las universidades estatales de Upsala y de Lund. Allí se encuentra con el bioquímico germano- sueco y más tarde premio Nobel Hans von Euler-Chelpin. Se casan en 1902 y ella se llama Astrid Cleve von Euler. Trabaja como asistente de su esposo (publican juntos en química orgánica) y tuvieron cinco hijos, uno de ellos fue más tarde fisiólogo y premio Nobel Ulf von Euler. Se divorciaron en 1912. De 1911 a 1917, Astrid Cleve fue docente en Estocolmo y de 1917 a 1923 fue directora de un laboratorio de minería. Luego se muda a otra punta del país, manejando una granja y educando a estudiantes privados. En los 1930s, retorna a la Universidad de Upsala en el Instituto de Geología Cuarternaria. En 1955 gana por oposición ser profesora titular.
Como científica, trabajó en diversos temas de biología, geología del Cuaternario y Química. Fue una experta mundial en diatomeas publicando su magnum opus sobre ellas - Die Diatomeen von Schweden und Finnland en cinco volúmenes, extraordinaria y monumental obra conteniendo información sobre sistemática y ecología de las diatomeas de Agua salobre y de agua dulce, tanto actuales como fósiles. Otra importante investigación fueron los cambios del nivel del mar postglaciares y alteos de tierras. Su – hoy refutada – teoría fue fuertemente criticada por sus contemporáneos geólogos, p.ej. Lennart von Post. La publicación de sus investigaciones fue cada vez más difícil en las revistas normales, por lo que terminó asumiendo su publicación a su propia costa.

## Algunas publicaciones
- On recent freshwater diatoms from Lule Lappmark in Sweden. 1895
- Studier öfver några svenska växters groningstid och förstärkningsstadium. 1898. Disertación
- Om några finyltriazoler. 1899
- Die diatomeen. 1900
- Bidrag till kännedomen om ytterbium. 1901
- Cyclotella bodanica i Anclussjön: Skattmansöprofilen ännu en gång. 1911
- Skogsträdens höjdgränser i trakten af Stora sjöfallet. 1912
- Kemien och dess tillämpningar: kortfattad lärobok för den grundläggande undervisningen och för självstudium (1917-1918) Tillsammans med Ingegerd Bergh
- Petrolium och stenkol. 1920
- Om kondensationer mellan karbonylföreningar och resorcin (resp. orcin) eller floroglucin. 1920
- Några försök att skilja fett- och hartssyrorna i s.k. flytande harts från sulfatfabrikerna. 1921
- Till gyttjornas genetik - Om diatomacévegetationen och dess förändringar i Säbysjön, Uppland, samt några dämda sjöar i Salatrakten. 1922. Tillsammans med Hugo Oswald
- Försök till analys av Nordens senkvartära nivåförändringar. 1923, Geologiska Föreningens i Stockholm Förhandlingar
- Det underbara grundämnet selen. 1925
- Skalbankar och nivåförändringar i Skagerackområdet (1926) I GFF
- Trä och ved : en översikt av deras biologi, fysik och kemi. 1929
- Studier över Ancylustidens Mellansverige. 1930
- Las diatomeas de la Laponia Finesa. 1934
- Komsakulturens ålder. 1936
- Sundets plankton: sammansättning och fördelning. 1937
- Neolithavet och dess gränser runt Fennoskandia. 1937
- Till mellersta och södra Sveriges postglaciala historia : Fyra uppsatser. 193
- Bacillariaceen-assoziationen im nördlichsten Finnland. 1939
- Natur und Alter der Strandflächen Finnlands: Eine spätquartäre Rekonstruktion. 1943
- Till frågan om alkoholjäsningens initialstadier. - Några anmärkningar till B. Hvistendahls jäsningsschema. 1945
- Om den sista landisens bortsmältning från Södra Sverige, den s.k. Baltiska issjön, tappningarna vid Billingen och Degerfors samt Vätterns historia: jämte ett tillägg om norska isgränser. 1946
- Die diatomeen von Schweden und Finnland I-V. 1951-1955
- Was war der Svea älv?. 1957
- Deglaciationen i Götaland och "Den baltiska issjön". 1960
- Istider och människor i Norden. 1960
- Sista biten i puzzlet - slutord i ett par gamla stridsfrågor om skalbankar och landvågor, Nordens geologer tillägnade. 1961, 1962
- La abreviatura «A.Cleve» se emplea para indicar a Astrid Cleve como autoridad en la descripción y clasificación científica de los vegetales.[1]